# Saint-Césaire-de-Gauzignan
Saint-Césaire-de-Gauzignan ist eine französische Gemeinde im Département Gard in der Region Okzitanien. Sie gehört zum Kanton Alès-3 im Arrondissement Alès.

## Geografie
Die Gemeinde Saint-Césaire-de-Gauzignan liegt an der Droude, etwa 13 Kilometer südöstlich von Alès. Nachbargemeinden sind Martignargues im Westen, Saint-Étienne-de-l’Olm im Nordwesten, Saint-Hippolyte-de-Caton im Norden, Saint-Jean-de-Ceyrargues im Nordosten, Saint-Maurice-de-Cazevieille im Osten, Castelnau-Valence im Südosten, Brignon im Süden und Cruviers-Lascours.

## Bevölkerungsentwicklung
| Jahr      | 1962 | 1968 | 1975 | 1982 | 1990 | 1999 | 2008 | 2019 |
| --------- | ---- | ---- | ---- | ---- | ---- | ---- | ---- | ---- |
| Einwohner | 190  | 201  | 194  | 211  | 212  | 224  | 269  | 386  |